# Kotoki Zayasu
Kotoki Zayasu (jap. 座安琴希 Zayasu Kotoki; ur. 11 stycznia 1990 roku w Ginowan) – japońska siatkarka, reprezentantka kraju, grająca na pozycji libero.

## Sukcesy klubowe
Mistrzostwo Japonii:
- 2013, 2014, 2016, 2018, 2019
- 2009, 2012, 2015
- 2011

Puchar Cesarza Japonii:
- 2009, 2012, 2013, 2014, 2015, 2018

Klubowe Mistrzostwa Azji:
- 2014
- 2015
- 2019

## Sukcesy reprezentacyjne
Volley Masters Montreux:
- 2011
- 2015

Puchar Wielkich Mistrzyń:
- 2013

## Nagrody indywidualne
- 2015: Najlepsza libero turnieju Volley Masters Montreux